# Aridella

Aridella (лат. , от лат. aridus «сухой») — род наездников из семейства Ichneumonidae (подсемейство Tryphoninae). Включает один вид Aridella nana, распространённый в пустынях Средней Азии.

## Описание
Мелкие наездники, длина тела до 5 мм. Длина переднего крыла 3—5 мм.

## Список видов
В составе рода только один вид:
- Aridella nana Kasparyan, 1970